# 龙编站
龙编站（越南语：／*/?）是越南河内市的一个铁路车站，位于还剑郡同春坊龙编桥西侧。有河老铁路、河同铁路、河太铁路、河海铁路等四条铁路经过，但只停靠河海铁路之列车。

## 图片
- 车站站房
- 售票处和进站口
- 站台股道
- 列车进站